# Сан-Себастьян-де-лос-Реєс
Сан-Себастьян-де-лос-Реєс (ісп. San Sebastián de los Reyes) — муніципалітет в Іспанії, у складі автономної спільноти Мадрид. Населення — 78 157 осіб (2010).
Муніципалітет розташований на відстані близько 15 км на північний схід від Мадрида.
На території муніципалітету розташовані такі населені пункти: (дані про населення за 2010 рік)
- Сьюдалькампо: 2630 осіб
- Фуенте-дель-Фресно: 1813 осіб
- Клуб-де-Кампо: 2557 осіб
- Расе: 61 особа
- Сан-Себастьян-де-лос-Реєс: 70712 осіб
- Вальделамаса: 0 осіб
- Вільянуева: 0 осіб
- Ла-Гранхілья: 384 особи
- Дееса-Бояль: 0 осіб
- Лас-Роблісас: 0 осіб

## Демографія
Динаміка населення (INE ):

## Галерея зображень

Розташування муніципалітету у автономній спільноті Мадрид
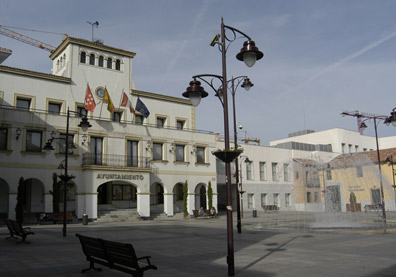
Муніципальна рада
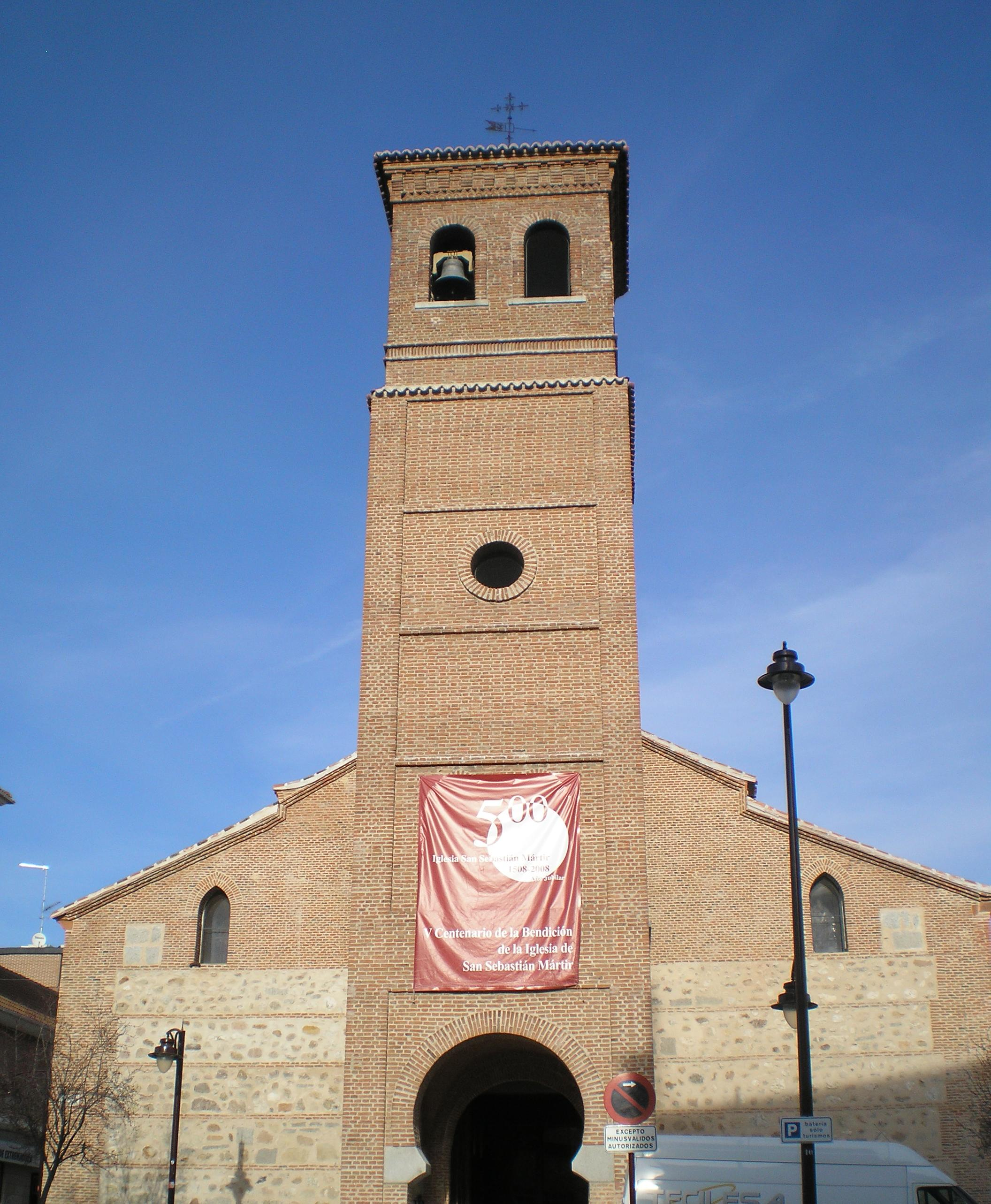
Церква Сан-Себастьян-Мартір
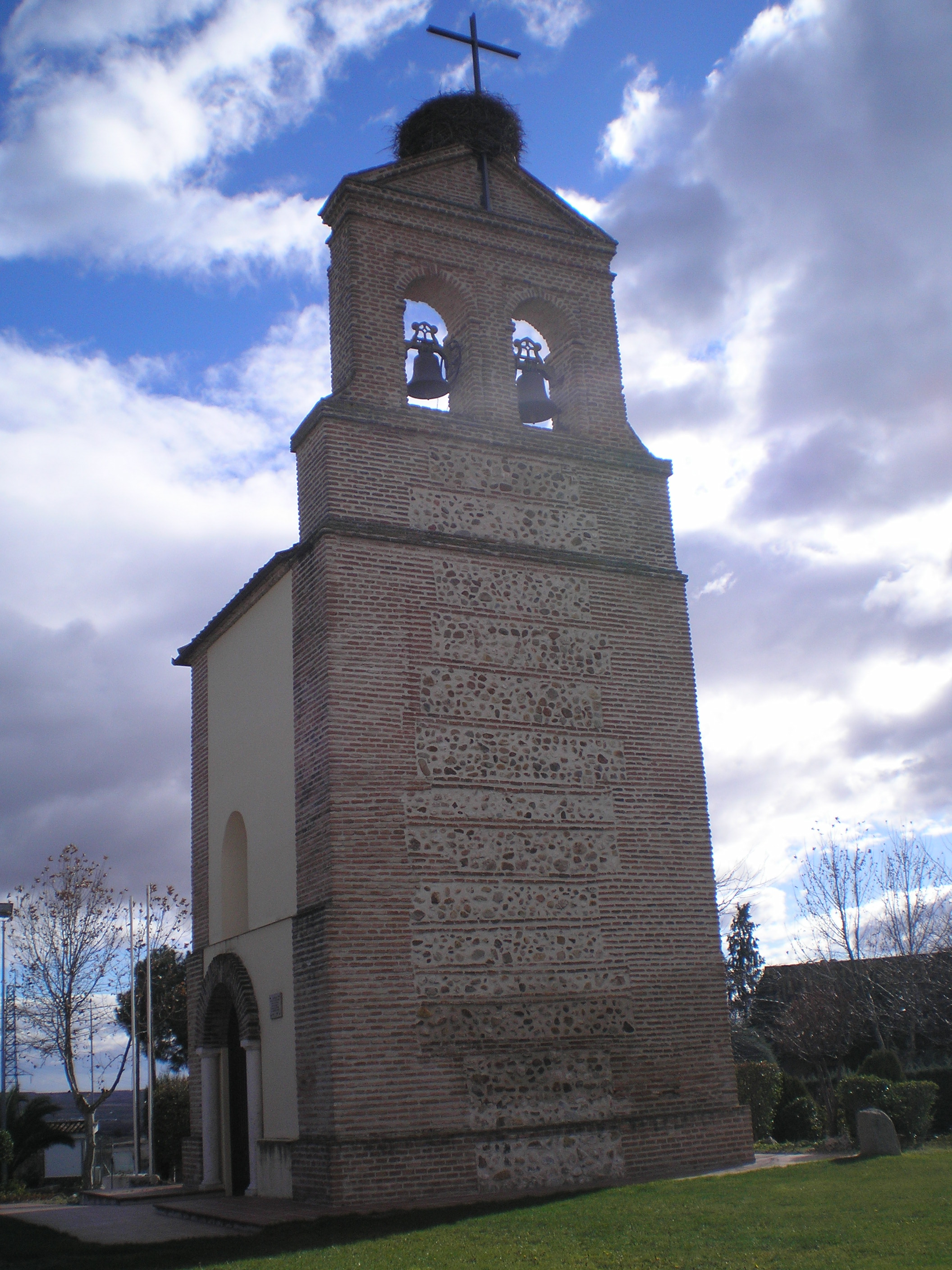
Церква Ла-Вірхен-дель-Еспіно